# Torneo de Québec City 2014
El Bell Challenge 2014 es un torneo de tenis jugado en pistas indoor de moqueta. Es la 22.ª edición del Bell Challenge, y forma parte de los torneos internacionales WTA. Se llevará a cabo en Quebec, Canadá, del 8 de septiembre al 14 de septiembre de 2014.

## Cabeza de serie

### Individual
| Tenista             | Ranking | Preclasificada |
| Venus Williams      | 20      | 1              |
| Ajla Tomljanović    | 55      | 2              |
| Kristina Mladenovic | 73      | 3              |
| Marina Erakovic     | 82      | 4              |
| Shelby Rogers       | 86      | 5              |
| Julia Görges        | 94      | 6              |
| Aleksandra Wozniak  | 97      | 7              |
| Anna Tatishvili     | 108     | 8              |

### Dobles
| Tenista                             | Ranking | Preclasificada |
| Tímea Babos Kristina Mladenovic     | 29      | 1              |
| Julia Görges Andrea Hlaváčková      | 45      | 2              |
| Lucie Hradecká Mirjana Lučić-Baroni | 86      | 3              |
| Gabriela Dabrowski Paula Kania      | 149     | 4              |

## Campeonas

### Individual Femenino
Mirjana Lučić-Baroni venció a  Venus Williams por 6-4, 6-3. 

### Dobles Femenino
Lucie Hradecká /  Mirjana Lučić-Baroni vencieron a  Julia Görges /  Andrea Hlaváčková por 6-3, 7-6(8). 